# Lost (Escócia)
Lost é um pequeno vila na em Aberdeenshire na Escócia. Localiza-se de cairngorm. Está a 40 quilômetros de Aberdeen. O Vilarejo mais próximo é Bellbag. 
A palavra lost em inglês significa "perdido", mas a real origem de seu nome é a palavra gaélico escocesa Lósda, um termo para inn, uma espécie de cabana. Possui cerca de 24 habitantes.  
Por causa de seu nome a cidade ficou muito conhecida e enfrentou problemas semelhantes aos de Fucking: os roubos de placas com o nome da cidade. Para comprar uma placa é necessário pagar £100 (cem libras esterlinas). 
Houve tentativas de mudar o nome da cidade para Lost Farm (fazenda perdida), mas o povo decidiu conservar o nome original de cidade.